# Криеница (филм)
„Криеница“ (на английски: Hide and Seek) е американски психологически филм на ужасите от 2005 г. на режисьора Джон Полсън, с участието на Робърт Де Ниро и Дакота Фанинг. Филмът е пуснат на 28 януари 2005 г. и спечели повече 127 млн. долара в световен мащаб.